# Снежана Милинковић
Снежана Милинковић (Шабац, 1972) српска је редовна професорка старије италијанске књижевности, лирике и новеле на Катедри за италијанистику Филолошког Факултета у Београду, књижевна историчарка и преводилац. У периоду од 2013. до 2019. године била је управник Катедре за италијанистику, затим председница Савета Филолошког факултета и кандидат за декана Филолошког факултета (2020).
Од 2018. носилац је ордена Италијанске звезде за заслуге у ширењу италијанског језика и културе.

## Биографија
Дипломирала је на Филолошком факултету Универзитета у Београду 1996. године, где је потом одбранила магистарску тезу Јоаким Вујић и Ђулио Чезаре Кроче (јун 2000). Докторску тезу под насловом Италијанска новелистичка традиција и српска новела од В. Врчевића до С. Матавуља одбранила је на истом факултету 2006. године. За асистента је постављена у мају 2000. године на Катедри за италијански језик и књижевност Филолошког факултета Универзитета у Београду. Ванредни професор постала је 2012, а 2016. произведена је за редовног професора. 
Бави се старијом италијанском књижевношћу, посебно новелом од Бокача (Декамерон. Књига о љубави, Архипелаг, Београд, 2011) до реализма, италијанским витешким епом, поглавито Л. Ариостом и Т. Тасом, као и компаративним студијама, то јест везама између српске и италијанске књижевности. Једну академску годину предавала је историју италијанског језика.
Председник Италије Серђо Матарела доделио јој је 15. фебруара 2018. орден Италијанска звезда за заслуге у ширењу италијанског језика и културе.
Њен супруг др Сандор Матуља лектор је за италијански језик на Филолошком факултету у Београду.

### Књиге
- Преображаји новеле. Новела од В. Врчевића до С. Матавуља и италијанска новелистичка традиција, Друштво за српски језик и књижевност Србије, Београд, 2008. (прерађена верзија докторске дисертације Италијанска новелистичка традиција и српска новела од В. Врчевића до С. Матавуља одбрањене 2006. на Филолошком факултету у Београду)
- Декамерон: књига о љубави, Архипелаг, Београд, 2011.

### Преводи
- А Бабукар је ишао први, Ђовани Дозини, Хеликс, Смедерево, 2022.
- Покретни хоризонт, Данијеле Дел Ђудиче, Хеликс, Смедерево, 2019.
- Закривљено време у Кремсу, Клаудио Магрис, Архипелаг, Београд, 2019.
- Читање Италије, приредили Снежана Милинковић и Давиде Скалмани, Архипелаг, Београд, 2016. (приређивач избора из савремене италијанске прозе)
- Дунав, Клаудио Магрис, Архипелаг, Београд, 2014.
- Друго море, Клаудио Магрис, Архипелаг, Београд, 2010.
- Микрокосмоси, Клаудио Магрис, Архипелаг, Београд, 2009.
- Кавур и Балкан, Анђело Тамбора, Завод за уџбенике, Београд, 2007.
- Словенска писма, Ђузепе Мацини, Платонеум, Нови Сад 2005.
- Град у историји Европе, Леонардо Беневоло, Клио, Београд 2004.

1. ↑  „Роман на италијански начин”. Политика. Приступљено 26. 5. 2025.
2. ↑  „Одликована професорка Снежана Милинковић”. ambbelgrado.esteri.it. Приступљено 26. 5. 2025.